# EHOME
EHOME是一家成立于2004年的中国大陆电子竞技俱乐部。队伍成立初期包括《魔兽争霸III》，《反恐精英》分部，2007年，队伍设立《DotA》分部。EHOME是历史上最成功的Dota俱乐部之一。EHOME在2012年Dota 2国际邀请赛后解散，但在2015年重新成立。现在，EHOME是中国最强的Dota 2队伍之一。

## 历史

### Dota 2
在2011年Dota 2国际邀请赛上，EHOME获得了亚军，后来由于人员更替，Crystal代替了LongDD。尽管如此，队伍仍然无法在中国DotA比赛中保持强势，不久队伍宣布解散。
2012年4月，EHOME宣布重建，队员包括KingJ、357以及Dai；一个月后，Lanm从TongFu转会到EHOME，但是此次交易违反了合同条款。5月，EHOME收到了参加2012年Dota 2国际邀请赛的邀请，他们最终排名第5-6位。但是，9月，PCT离队，随后在10月，357、Dai以及KingJ相继宣布离队。 2012年11月23日，EHOME正式解散。
2015年1月7日，EHOME重新成立。队员包括马来西亚选手Mushi、Ohaiyo、Inflame、DDC以及Zyf。3月，Mushi和Ohaiyo组建了马来西亚团队队伍EHOME.my并邀请了Lanm和rOtK。不久，EHOME宣布EHOME.my暂停运营，队员开始以Team Malaysia的名义进行比赛。5月，来自Team DK的Cty租借来到EHOME并一同进行比赛，而Inflame租借加盟DG。在2015年Dota 2国际邀请赛上，EHOME获得中国区预选赛冠军从而晋级正赛，最终他们排名5-6位。
2016年3月，EHOME在2016年上海特级锦标赛上排名9-12位，随后Cty和rOtK宣布离队。
2020年1月6日，EHOME正式於OPL決戰平安京 （页面存档备份，存于）創建分部。

## 队员名单
| 国籍 | ID           | 姓名   | 位置 | 入队日期   |
| ---- | ------------ | ------ | ---- | ---------- |
| 中国 | Sylar        | 刘嘉俊 | 1    | 2019-11-26 |
| 中国 | NothingToSay | 莊进祥 | 2    | 2019-11-25 |
| 中国 | Faith_bian   | 张睿达 | 3    | 2017-05-23 |
| 中国 | XinQ         | 赵子星 | 4    | 2019-03-02 |
| 中国 | y'           | 张懿萍 | 5    | 2017-05-23 |

## 比赛成绩
| 年份   | 比赛                      | 名次   |
| ------ | ------------------------- | ------ |
| 2011年 | The International 2011    | 亚军   |
| 2015年 | Dota 2 Asia Championships | 9-12名 |
| 2015年 | The International 2015    | 5-6名  |
| 2015年 | Frankfurt Major 2015      | 殿军   |
| 2016年 | Shanghai Major 2016       | 9-12名 |
| 2016年 | The International 2016    | 5-6名  |
| 2019年 | The Bucharest Minor       | 冠军   |